# Stiver Ortiz

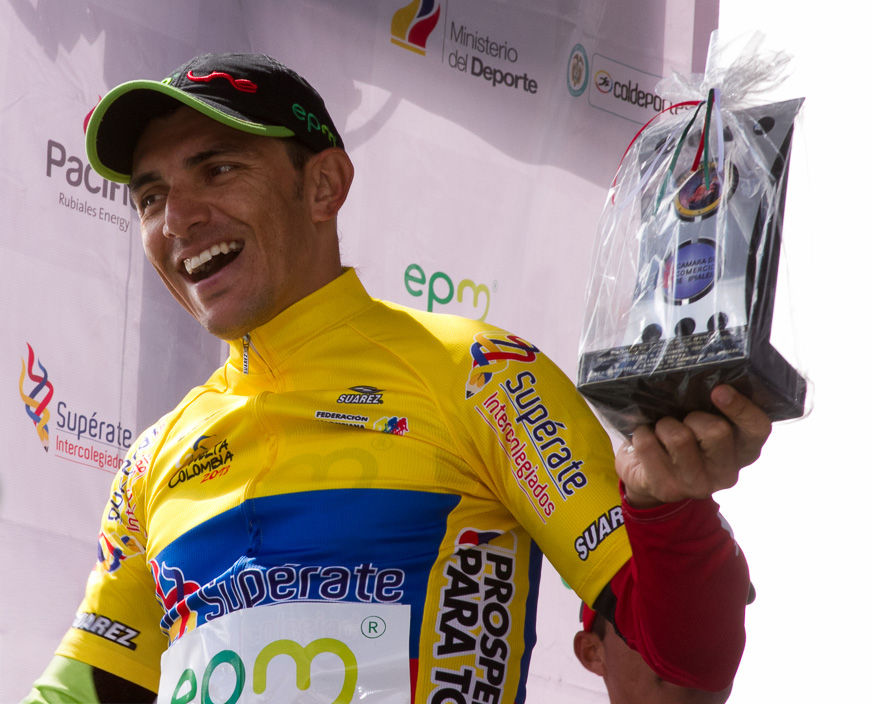
Stiver Ortiz

Edwar Estiver „Stiver“ Ortiz Caro (* 12. August 1980) ist ein kolumbianischer Straßenradrennfahrer.
Stiver Ortíz gewann 2007 die dritte Etappe der Vuelta a los Santanderes. Im nächsten Jahr war er bei einem Teilstück des Clásica del Meta erfolgreich, wo er auch Dritter der Gesamtwertung wurde. In der Saison 2009 gewann Ortíz mit seinem Team GW-Shimano-Chec-Edeq den Prolog bei der Vuelta a Colombia, der als Mannschaftszeitfahren ausgetragen wurde. Außerdem gewann er 2009 jeweils eine Etappe beim Clásica Nacional Marco Fidel Suárez und bei der Vuelta a Bolivia sowie die Gesamtwertung der Vuelta a Santander. 2010 gewann er die Gesamtwertung und eine Etappe der Tour de Santa Catarina. Auch in den Folgejahren gewann er Etappen der Kolumbien- und Bolivienrundfahrt.

## Erfolge
2009
- Prolog (Mannschaftszeitfahren) Vuelta a Colombia
- eine Etappe Vuelta a Bolivia

2010
- Gesamtwertung und eine Etappe Tour de Santa Catarina

2012
- zwei Etappen und Mannschaftszeitfahren Vuelta a Bolivia

2013
- eine Etappe Vuelta a Colombia

2014
- eine Etappe Vuelta a Colombia

## Teams
- 2010 UNE-EPM
- 2011 EPM-UNE
- 2012 Colombia-Comcel
- 2013 EPM-UNE
- 2014 EPM-UNE